# Mirza Aslam Beg
Mirza Aslam Beg (en ourdou : مرزا اسلم بیگ), né le 2 août 1931 dans le district d'Azamgarh en Inde, est un militaire pakistanais et ancien chef de l'armée pakistanaise. Il a remplacé Muhammad Zia-ul-Haq après le crash de son avion le 17 août 1988 et est resté à ce poste jusqu'en 1991, où il a pris sa retraite. Sous sa direction, le pays revient à un régime civil issu d'élections, mais le général joue un rôle politique déterminant durant les années qui suivent.
Né en Inde, Mirza Aslam Beg rejoint le Pakistan en 1949, deux ans après sa fondation. Il intègre l'Académie militaire du Pakistan pour être officier supérieur. Prenant rapidement du galon, il est formé aux États-Unis, intègre le Special Service Group puis devient général au sein du siège de l'armée. En 1980, il est nommé chef du personnel avant de devenir vice-chef de l'armée en 1987. C'est à ce titre qu'il remplace Zia-ul-Haq, chef de l'armée et chef de l’État depuis près de dix ans.

## Jeunesse et éducation
Mirza Aslam Beg est né dans le village de Muslimpatti, situé dans le district d'Azamgarh dans les provinces unies d'Agra et d'Oudh (aujourd'hui Uttar Pradesh). Il nait alors d'une famille musulmane du Raj britannique,. Son père Mirza Murtaza Beg était un avocat au sein d'une cour civile de la ville d'Azamgarh. C'est dans cette dernière qu'Aslam Beg fait sa scolarité. Il fait ensuite ses études dans le Shibli National College de la même ville. Il quitte l'Inde pour le Pakistan en 1949, deux ans après la partition des Indes, notamment à la suite d'un incident violent impliquant un homme politique hindou et son équipe universitaire de hockey.

## Carrière politique

### Débuts
En 1950, Mirza Aslam Beg commence sa carrière militaire très peu de temps après avoir rejoint le Pakistan, suivant son frère qui est déjà engagé dans l'armée pakistanaise. Il rejoint l'Académie militaire du Pakistan et est intégré dans le 6e régiment d'infanterie du Baloutchistan le 23 août 1952. En 1958, il est sélectionné pour rejoindre le Special Service Group, un groupe d'intervention d'élite de l'armée. Il suit alors son entrainement aux États-Unis, dans le cadre d'un partenariat entre les deux pays. En tant que membre de cette unité, il participe en 1960 à une opération visant à expulser des insurgés du district de Chitral, dans la province de la Frontière-du-Nord-Ouest. De 1975 à 1978, il devient chef instructeur au sein du National Defence College de Rawalpindi, formant des futurs officiers militaires,. 

### Ascension
En 1978, Aslam Beg est promu au rang de major général et devient adjudant-général au sein du quartier-général de l'armée pakistanais, situé à Rawalpindi. Il s'élève ainsi au sein de la haute hiérarchie alors que le chef de l'armée Muhammad Zia-ul-Haq a renversé le pouvoir civil l'année précédente, entamant un régime militaire qui durera près d'une décennie. En 1980, il est nommé au poste de « chef du personnel des services généraux » (Chief of General Staff), soit l'un des postes militaires les plus importants du pays. Il garde cette fonction jusqu'en 1985 et doit notamment faire face au début du conflit du glacier de Siachen le 13 avril 1984. 
De 1985 à 1987, il est nommé commandant du onzième corps de l'armée basé à Peshawar, dans le nord-ouest du pays, après avoir été promu au rang de lieutenant général. En 1987, il est finalement élevé au rang de général quatre étoiles et devient la même année vice-chef de l'armée ( Vice Chief of Army Staff), numéro deux derrière Zia-ul-Haq qui cumule son poste de chef de l'armée avec celui de chef de l’État, dans le cadre du régime militaire le plus répressif qu'a connu le pays.

### Chef de l'armée
Le 17 août 1988, le dirigeant du Pakistan et chef de l'armée Muhammad Zia-ul-Haq meurt dans le crash de son avion près de Bahawalpur. Logiquement, Mirza Aslam Beg qui était vice-chef de l'armée le remplace immédiatement au poste de chef de l'armée mais promet le respect de la Constitution, en laissant le président du Sénat Ghulam Ishaq Khan devenir chef de l’État par intérim. Alors que le régime militaire était de plus en plus contesté, des élections législatives anticipées avaient été prévues par Zia-ul-Haq pour cette même année. Elles se déroulent finalement le 16 novembre 1988 et opposent le Parti du peuple pakistanais de Benazir Bhutto, figure de proue de la contestation du régime militaire, à l'Alliance démocratique islamique de Nawaz Sharif, un ancien proche de Zia. La première remporte l'élection et devient Première ministre. Aslam Beg assure ainsi la transition du pouvoir militaire vers le nouveau pouvoir civil, mais ne renonce pas pour autant au fort pouvoir dont dispose l'armée.
En tant que chef de l'armée, il est largement accusé d'avoir joué un rôle politique important sous le premier mandat du Benazir Bhutto, de 1988 à 1990, puis lors du début du mandat de Nawaz Sharif. Il retient notamment les dossiers sensibles de défense, de sécurité intérieure ou de politique étrangère. Par exemple, il aurait pris seul la décision d'envoyer des troupes en Arabie saoudite, afin de soutenir ce pays lors de l'invasion du Koweït. Le 16 août 1991, il se retire de son poste de chef de l'armée, après la fin de ses fonctions normalement prévues pour trois ans. Il prend donc sa retraite de l'armée à l'âge de 60 ans, après 39 années de service militaire et est remplacé par Asif Nawaz. Il est notamment crédité pour avoir amélioré les capacités militaires de l'armée, notamment sa chaine logistique, en plus d'une meilleure vision tactique d'ensemble.

## Controverses

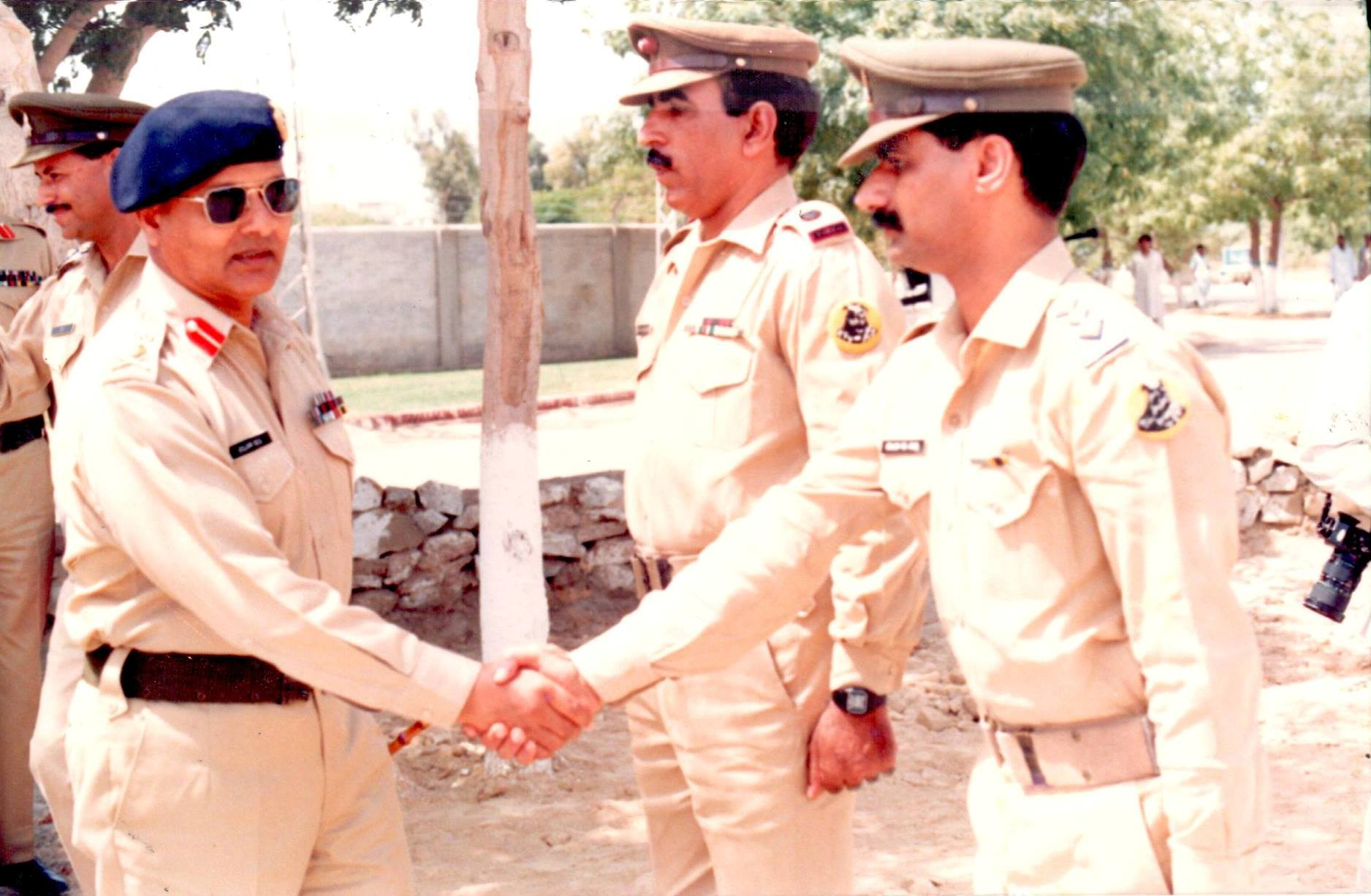
Mirza Aslam Beg saluant des officiers.

Mirza Aslam Beg fait l'objet de nombreuses controverses. Il a notamment été accusé d'être responsable de la mort de Muhammad Zia-ul-Haq dans le crash de son avion en 1988. En 1991, la commission menée par le juge Shafi–ur–Rehman enquête sur cet évènement, mais ses résultats sont classés secrets. Le rapport d'enquête n'est que partiellement déclassifié en 2011 et contient de nombreuses informations selon lesquelles l'armée, alors dirigée par Aslam Beg, aurait tenté de faire obstruction à l'enquête. De plus, Aslam Beg aurait changé sa version des faits selon les enquêteurs à propos de ce qu'il aurait fait après le crash et se serait arrangé pour ne pas être parmi les officiers montant à bord. Le fils de l'ancien dictateur, Ijaz-ul-Haq, a notamment accusé Aslam Beg d'être directement responsable de sa mort.
Aslam Beg est aussi impliqué, avec d'autres officiers militaires, dans le vaste scandale de la banque Mehran. Il aurait ainsi participé à des détournements de fonds et au financement illégal de partis politiques. Le but aurait été d'aider des formations conservatrices ou religieuses, à l'instar de l'Alliance démocratique islamique ou de la Jamaat-e-Islami, notamment contre le parti de centre-gauche qui dirige le pouvoir civil sous Benazir Bhutto, lors des élections législatives de 1990. Sur les 345 millions de roupies en jeu, 140 auraient transité par Aslam Beg pour arroser des hommes politiques. Révélée en 1994 par le second gouvernement de Benazir Bhutto, l'affaire est portée devant la justice par l'ancien militaire Asghar Khan. En 2012, la Cour suprême reprend l'enquête et accuse directement Aslam Beg dans cette affaire, mais poursuit ses investigations durant les années qui suivent, le convoquant de nouveau en août 2018. 
Aslam Beg est également accusé d'avoir organisé le transfert vers l'Iran de technologies nucléaires, que le pays développe depuis la fin des années 1950, contre du pétrole iranien.

## Retraite
Après sa retraite, en plus de continuer à jouer un rôle politique et de faire partie des anciens généraux influents dans l'armée, Aslam Beg fonde un think-tank nommé « Friends » ainsi que le « parti Awami Qaiyadat » (leadership national) en 1993, qui ne joue pas officiellement de rôle politique. Il s'adresse régulièrement à des médias, donnant notamment des analyses sur des sujets militaires ou de politique internationale.
En 1997, il déclare dans une interview considérer que les problèmes des Pakistanais sont uniquement économiques. Il loue le Mouvement Muttahida Qaumi comme étant l'un des seuls partis politiques à représenter ses électeurs. Bien que Muhadjir lui-même, c'est-à-dire immigré musulman venu d'Inde lors de la partition des Indes, il les critique pour ne pas s'être suffisamment intégrés. Il est également pendant un temps un proche du général Pervez Musharraf, qui prend le pouvoir en 1999 en renversant Nawaz Sharif. Beg se distancie toutefois progressivement de Musharraf. En janvier 2008, il appelle à sa démission alors que le dirigeant est de plus en plus contesté.